# Дудино (Монастырщинский район)
Дудино — деревня в Монастырщинском районе Смоленской области России. Входит в состав Гоголевского сельского поселения. Население — 268 жителей (2007 год). 
Расположена в западной части области в 0,1 км к югу от Монастырщины, в 42 км западнее автодороги А141 Орёл — Витебск, на берегу реки Железняк. В 49 км восточнее деревни расположена железнодорожная станция Васьково на линии Смоленск — Рославль. 

## История
В годы Великой Отечественной войны деревня была оккупирована гитлеровскими войсками в июле 1941 года, освобождена в сентябре 1943 года.